# Metophthalmus
Metophthalmus is een geslacht van kevers uit de familie schimmelkevers (Latridiidae).

## Soorten
- M. aalbui Andrews, 2001
- M. achilles Rücker & Reike, 2010
- M. albosignatus Fall, 1899
- M. americanus Motschulsky, 1866
- M. asperatus Wollaston, 1854
- M. bicolor Belon, 1895
- M. capensis Belon, 1898
- M. carinatus Otto, 1978
- M. clareae Johnson, 1973
- M. clarki Andrews, 2001
- M. columbusi Andrews, 1994
- M. concameratus Rucker, 1985
- M. cuba Andrews, 1998
- M. encaustus Wollaston, 1865
- M. exiguus Wollaston, 1860
- M. ferrugineus Wollaston, 1865
- M. fulvus Reike & Rücker, 2010
- M. genae Otto, 1978
- M. haigi Andrews, 1976
- M. hispanicus Reitter, 1908
- M. hispidus Belon, 1895
- M. humeridens Reitter, 1884
- M. hungaricus Reitter, 1908
- M. iviei Andrews, 1988
- M. judaicus Sahlberg, 1913
- M. kabylianus Chobaut, 1906

- M. kanei Andrews, 1976
- M. lacteolus Motschulsky, 1866
- M. longipilis Otto, 1978
- M. menelaos Rücker & Reike, 2010
- M. muchmorei Andrews, 1988
- M. niveicollis Du Val, 1857
- M. nodosus Rucker, 1983
- M. obscurus Reike & Rücker, 2010
- M. occidentalis Israelson, 1984
- M. parviceps LeConte, 1855
- M. peringueyi Belon, 1898
- M. plicatulus Reitter, 1877
- M. proximus Reitter, 1908
- M. raffrayi Belon, 1885
- M. ragusae Reitter, 1875
- M. rectangulatus Andrews, 1994
- M. rileyi Andrews, 1998
- M. rudis Fall, 1899
- M. sandersoni Andrews, 1976
- M. sculpturatus Wollaston, 1862
- M. schusteri Andrews, 1994
- M. septemstriatus Hatch, 1962
- M. solarii Binaghi, 1946
- M. telemachos Rücker & Reike, 2010
- M. trilineatus Andrews, 1994
- M. trux Fall, 1899